# 紲星あかり
紲星 あかり（、紲星 灯、Kizuna Akari）は、VOCALOMAKETSによる音声合成用の音源、およびそのキャラクターである。名前の由来は「縁で結ばれた人達との紲を灯で照らす」となっていて、「星」がキーワードとなっている。キャラクターボイスを米澤円、キャラクターデザインを文倉十が担当する。

## 製品
2023年12月現在、「紲星あかり exVOICE vol.1」、「VOICEROID2 紲星あかり」、「VOCALOID4 紲星あかり」、「Voidol 紲星あかり」、「A.I.VOICE 紲星あかり」、「Seiren Voice 紲星あかり」、「A.I.VOICE 2 紲星あかり」が発売されている。「明るい女の子の可愛らしい声」を特徴としている。

### 紲星あかり exVOICE vol.1
2017年12月22日発売、非圧縮Wave形式の音声素材集。セリフ、掛け声、効果音ボイスなど、1021の素材を収録している。AHSによるexVOICEの製品である。

### VOICEROID2紲星あかり
2017年12月22日発売、VOICEROIDによる入力文字読み上げソフト。

### VOCALOID4紲星あかり
2018年4月26日発売、VOCALOID音源。低域から高域まで芯のある歌声に仕上げられており、幅広いジャンルに対応できる。付属のexVOICE音声素材には、掛け声、ブレス素材、短いセリフ、英単語など904の素材が収録されている。ミュージックビデオ作成用ソフト「キャラミん Studio 3ヵ月使用版」のライセンス、音楽作成ソフト「Music Maker Silver」、ビデオ編集ソフト「Video Easy SE」が同梱されている。また、結月ゆかり 純とセットになったパッケージも販売されている。

### Voidol紲星あかり
2020年12月16日発売、AIによりリアルタイムで声質変換を行うアプリケーション「Voidol」のボイスモデル。

### A.I.VOICE紲星あかり
2021年12月24日発売、ディープラーニングを利用した音声合成ソフト「AITalk5」の技術を応用した「A.I.VOICE」による読み上げソフト。2022年12月16日には、アペンド版「A.I.VOICE 紲星あかり 萌」が発売された。

### Seiren Voice紲星あかり
2022年6月24日発売。ドワンゴの機械学習技術の開発・研究部門「Dwango Media Village」開発の声質変換技術「Seiren Voice」を利用したAIボイスチェンジャー。音声を「音素」「音高」「発音タイミング」に分解し、それらのデータを基に目標とする人物の声をディープラーニングで再構築することで、自分自身の声を変換することができる。これにより、従来の文章入力からの音声合成方式では難しかった間の取り方や抑揚など、制作者の意図に沿った細かい表現が可能となる。

### A.I.VOICE 2紲星あかり
2023年12月22日発売。ディープラーニングを利用した音声合成ソフト「AITalk6」の技術を応用した「A.I.VOICE 2」による読み上げソフト。ボイススタイルとして「平静」、「喜び」、「怒り」、「悲しみ」、「紲星あかり 蕾」、「紲星あかり 萌」が実装されている。

### VOCALOID6 AI紲星あかり
2025年6月13日発売。システムにAIを組み込んだ「VOCALOID6」エンジンに対応しており、ナチュラルな表現でこれまでにない自由な歌声を実現。クリエイター自身の歌唱データをもとに歌い方や歌詞を再現する「VOCALO CHANGER（ボカロチェンジャー）」機能や、日本語・英語・中国語を織り交ぜた流暢な歌唱を可能とするマルチリンガル機能にも対応している。VOCALOID4版はAHSから発売されていたが、VOCALOID6版はインターネットからの発売となる。

## キャラクター
VOCALOMAKETSより設定資料が公開されており、各製品間で服装や髪の結び目などが異なっている。
| 誕生日 | 12月22日 | 年齢 | 15歳 | 身長 | 151 cm |

紲星あかりの5年前の姿である「紲星あかり 蕾」の設定は以下の通り。
| 誕生日 | 12月22日 | 年齢 | 10歳 | 身長 | 124 cm |

「紲星あかり 蕾」のさらに5年前の姿である「紲星あかり 萌」の設定は以下の通り。
| 誕生日 | 12月22日 | 年齢 | 5歳 | 身長 | 96 cm |